# Piretrina

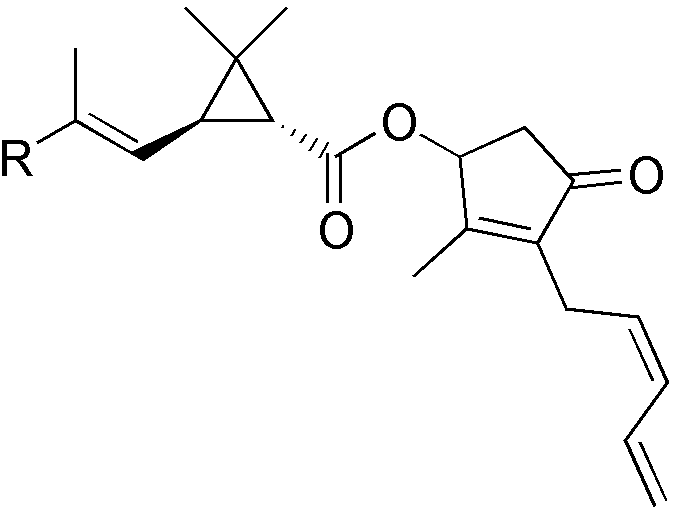
Piretrina I, R = CH₃
Piretrina II, R = CO₂CH₃

La piretrina és un insecticida biològic extret dels fruits i flors del piretre (Chrysanthemum cinerariaefolium també conegut com a Tanacetum cinerariifolium) i altres tipus de crisantem com el Chrysanthemum coccineum. Aquestes plantes es conreen en països tropicals a alçades entre 1000 i 2000 metres principalment a Colòmbia i Kenya, es tracta d'una planta que només fa una floració abundant en altura.
Per síntesi química també s'obtenen les piretrines sintètiques (piretroides).
Són insecticides poc estables a l'aire lliure i ràpidament es degraden per la llum i altres agents atmosfèrics poc temps després de la seva aplicació.
Pràcticament no són tòxics per als mamífers, en canvi són letals per a la pràctica totalitat dels insectes de manera que després de la seva aplicació es pot produir un desequilibri biològic que dona pas a la proliferació de l'aranya roja en les plantes.
Són molt usats en productes contra insectes de la llar.